# Луитполд фон Епенщайн
Луитполд фон Епенщайн или Лиутолд фон Епенщайн (на немски: Luitpold von Eppenstein, Liutold von Eppenstein, * ок. 1050, † 12 май 1090) от род Епенщайни, е граф на Епенщайн, от 1077 до 1090 г. херцог на Каринтия и маркграф на Верона и фогт на Аквилея.

## Биография
Той е най-големият син на херцог Маркварт IV († 1076) и на Луитбурга фон Плайн († 1065), дъщеря на граф Лиутолд II фон Плайн († пр. 1103). Внук е на маркграф Адалберо от Епенщайн († 1039), който загубва през 1035 г. всичките си служби и дадените му собствености.
Луитполд помага на Хайнрих IV да се върне обратно в империята. Затова той получава през 1077 г. от крал Хайнрих IV († 1122) отново Херцогство Каринтия и Марка Верона. Той придружава Хайнрих IV при по-късните му походи до Италия.
Братята му Улрих (от 1085 патриарх на Аквилея), Херман (1085 г. антиепископ на Пасау) и Хайнрих III (1077 – 1093 г. маркграф на Истрия и Крайна) му помагат във властта. През втората половина на управлението си той строи замък Епенщайн в Щирия, на когото по-късно родът е наречен.
През 1086 – 1090 г. Луитполд е вероятно маркграф на Щирия на мястото на сваления маркграф Отокар.
Луитполд е женен два пъти и не оставя наследници. Той умира през 1090 г. и е погребан в манастир „Св. Ламбрехт“. Наследен е от брат му Хайнрих III.